# Isotoma olivacea
Isotoma olivacea (лат.) — вид коллембол рода Isotoma (Desoria) из семейства изотомид (Isotomidae). Голарктика.

## Описание
Мелкие коллемболы (около 2 мм). Обычно имеют оливково-зелёный цвет, но встречаются формы от желтоватого до красновато-коричневого цвета. Формула глаз 8+8. Денс с 20—40 дорсальными щетинками. Манубрий с тупым апикальным зубцом и 1+1 короткими апикальными сетами. Мукро 4-х зубчатый с латеральной сетой. Тенакулум с 6—14 сетами. Коготки с отчётливыми внутренним и латеральным зубцами, эмподиум без зубца. Абдоминальные сегменты V—VI разделённые с короткими гладкими макрохетами. Гигро-мезофильный лесной вид, который предпочитает подстилку, влажные мхи и норы грызунов. Обычный или редкий в местах нахождения. Встречается в Европе и Северной Америке, в том числе в Швейцарских альпах и в Гренландии.